# Rode Khmer
De Rode Khmer (Khmer: ខ្មែរក្រហម Khmêr Khrôm) was de militaire tak van de Communistische Partij van Kampuchea (nu Cambodja). Khmer is de naam van het volk dat Cambodja bewoont. De Rode Khmer is verantwoordelijk voor de Cambodjaanse genocide, die plaatsvond in de periode 1975 tot 1979 met 1,7 tot 3 miljoen doden tot gevolg op een bevolking van ruim 7 miljoen mensen.

## Opkomst en machtsovername
In de jaren zestig en zeventig voerde de Rode Khmer een guerrillastrijd tegen het bewind van prins Norodom Sihanouk en generaal Lon Nol. De beweging vond zijn oorsprong in de Revolutionaire Volkspartij van Kampuchea (RVPK), die in 1951 opgericht werd waarin Vietnamese communisten feitelijk de dienst uitmaakten. De partij acteerde in de Eerste Indochinese Oorlog als een verlengstuk van de Indochinese Communistische Partij in Frans-Indochina, die geheel door Vietnamese communisten gecontroleerd werd.
Na de Conferentie van Genève van 1954 veranderde de relatie tussen de Cambodjaanse en Vietnamese communisten drastisch, onder meer door de Cambodjaanse ontevredenheid over de Vietnamese neerbuigendheid jegens hen. Ook voelden ze zich in de steek gelaten door hun bondgenoten, nadat de Vietnamezen hun troepen hadden teruggetrokken uit Cambodja, in lijn met de akkoorden. De rangen in de RVPK werden gezuiverd van pro-Vietnamese krachten, waarna de partij ondergronds ging door gebrek aan rugdekking tegen het Cambodjaanse leger. De Vietnamezen bonden relaties aan met het regime van Sihanouk.
Toen Lon Nol aan de macht kwam in 1970, ging dit gepaard met een uitbreiding van de Vietnamoorlog naar Cambodja. In tegenstelling tot Sihanouk zocht Lon Nol steun bij de Verenigde Staten en Zuid-Vietnam, en trad hij hard op tegen de Vietcong en Rode Khmer in Cambodja. De Amerikaanse president Richard Nixon besloot in 1969 tot intensieve Tapijtbombardementen (carpet bombing) met B-52-bommenwerpers op Cambodjaanse gebieden, die door communisten gecontroleerd werden. Hierbij werden dorpen niet ontzien, in weerwil van toezeggingen richting het Amerikaans Congres. Het Congres zette in augustus 1973 een streep door de bombardementen, toen het erachter kwam dat het voorgelogen was door Nixon over de schaal van de operatie.
De zware Amerikaanse bombardementen, incidenten tussen de Zuid-Vietnamese troepen en bevolking, en het wanbestuur van Lon Nols regering dreven de bevolking in de armen van de Rode Khmer en Lon Nols bewind zeeg ineen. De beweging groeide en rond 1972 waren de Vietnamezen gedwongen Pol Pot als volwaardige bondgenoot te erkennen in plaats van junior partner. Een andere belangrijke politieke overwinning was het monsterverbond met Norodom Sihanouk dat de Rode Khmer onder Chinese druk sloot. De steun van de voormalige koning bleek essentieel in het winnen van het vertrouwen van de bevolking.
De ideologische ontwikkeling van het leiderschap van de Rode Khmer kreeg vorm in de jaren 1960, toen ze ondergedoken in de bossen leefden en de eenvoud van het zelfvoorzienende plattelandsleven begonnen te romantiseren als toekomstbeeld voor het land. Een revolutie naar een simplistische natuurstaat. Hun visie op de Cambodjaanse toekomst vereiste een volledige transformatie van de samenleving, van de economische basis, eigendomsstructuren en politieke structuur. Ze meenden dat ze door hun plattelandsbasis dichter bij het volk stonden, dan de heersende elite van Sihanouk en Lon Nol. De radicalisering tot omverwerping van de macht had ook alles te maken met de tegenstand, uitsluiting en de vervolging die de Rode Khmer op zich afriep.
In april 1975 trok de Rode Khmer Phnom Penh binnen nadat politieke en militaire kopstukken en ook de meeste buitenlanders de stad waren ontvlucht. Pol Pot werd dictator van Cambodja, maar Norodom Sihanouk werd tot titulair staatshoofd benoemd wat het aanzien van de Rode Khmer aanzienlijk vergrootte. Na verloop van tijd merkte Sihanouk dat hij in de praktijk niets te vertellen had waarop hij ontslag nam als staatshoofd.
Binnen enkele dagen na de bezetting van Phnom Penh ontruimde de Rode Khmer de stad en dreef de bevolking naar het platteland. Ambtenaren en militairen uit het regeringsleger werden in een aantal gevallen apart genomen en geëxecuteerd. De hardhandigheid van de deportaties verschilde per commandant. Sommige commandanten stonden de bevolking toe persoonlijke bezittingen mee te nemen of terug te keren naar hun geboorteplaats, andere dwongen de bevolking daarnaartoe te gaan waar zij wilden. Van de 2,5 miljoen inwoners van Phnom Penh waren 1,9 miljoen oorspronkelijk van het platteland gevlucht wegens de oorlog en zij konden zich dan ook redelijk schikken in hun lot. Voor de oorspronkelijke stedelingen was het echter een zware beproeving. Zij kenden niemand en kwamen onder aan de hiërarchie te staan. Ongehoorzaamheid werd bestraft met mishandeling of executie. Ook werd in dit prille stadium nog niet onthuld dat de Rode Khmers voor een communistische partij streden; men sprak simpelweg over "Angkar" (de Organisatie).

## Rode Khmerbewind (1975-1979)
De Cambodjaanse steden werden ontruimd en de bevolking werd gedwongen te verhuizen naar collectieve boerderijen op het platteland. Hier moest 12 tot 14 uur per dag worden gewerkt, 7 dagen per week, onder een slavendrijversregime. Het rantsoen was minimaal. Persoonlijke eigendommen diende men meestal achter te laten. De communistische leer werd gecombineerd met een spartaanse "back to basics"-ideologie. Steden werden door de van het platteland afkomstige Rode Khmers als "slecht" bestempeld, evenals intellectuelen van wie velen bovendien voor Lon Nols regime hadden gewerkt. Velen – vooral monniken, leerkrachten, artsen, ambtenaren, militairen en intellectuelen – werden geëxecuteerd, vaak zonder enige reden of voor lichte vergrijpen. Het dragen van een bril of nette (burgerlijke) kleding, of het in bezit hebben van een (buitenlands) boek, of kennis van een vreemde taal was voldoende reden voor executie.
De mensen werden in de collectieven ingedeeld in drie categorieën: de volledig gerechtigden, de aspiranten en de gedeporteerden. Volledig gerechtigden kregen de beste behandeling en het beste voedsel en konden tot de partij toetreden. De aspiranten waren plattelandsbewoners, en stedelingen die oorspronkelijk van het platteland kwamen. Zij kregen eveneens een wat betere behandeling. De gedeporteerden vormden een restcategorie van stedelingen en intellectuelen. Zij werden het slechtst behandeld en kregen het minste te eten.
Volledig gerechtigden en aspiranten werden in de collectieve boerderijen intensief geïndoctrineerd. Er werden geen rangonderscheidingstekens gedragen, maar de hoogte in rang van het partijkader werd afgemeten aan het aantal pennen en potloden dat in het borstzakje van het zwarte tenue werd gedragen.
Naast het orwelliaans volledig afschaffen van woorden die op individualiteit duidden, werd een methode van zelfkritiek toegepast, conform de maoïstische ideologie. Men moest niet alleen een eigen levensgeschiedenis schrijven en die aan de hand van de leer bekritiseren, maar men diende zelfs iedere dag in collectief verband eigen fouten te verkondigen, evenals misstappen van anderen. Als vergrijp werd onder andere aangemerkt: het houden of verzamelen van voedsel voor zichzelf, een dagboek bijhouden, insubordinatie, of onvoldoende presteren. De straffen die hierop stonden, waren onder andere vermindering van rantsoenen, het overslaan van maaltijden, lijfstraffen en executie. Iedereen werd bewust in een staat van constante angst en psychische onbalans gehouden, zodat men zelfs niet dacht aan verzet of opstand. Etnische Vietnamezen en Cham hadden het extra zwaar te verduren.
De familie werd afgeschaft. Slechts Angkar bepaalde wie zich met wie mocht voortplanten en voedde de kinderen die hieruit voortkwamen op. Woorden als "vader" en "moeder" mochten niet meer gebruikt worden. Voedsel mocht slechts collectief worden genuttigd tijdens maaltijden in de eetzaal. Zelfs het verzamelen van fruit was verboden omdat dat "egocentrisch" zou zijn; al het fruit behoorde toe aan Angkar. Inkrimping van rantsoenen of iemand een maaltijd geheel ontzeggen was een populaire straf die vaak tot gevolg had dat men te ziek werd om te werken, helemaal niets meer kreeg en ten slotte overleed.
Geld werd eveneens afgeschaft en later werd zelfs ruilhandel ontmoedigd. Angkar zou het nodige verstrekken. Wie zelf dingen maakte of verzamelde, was "egocentrisch" en werd daarvoor gestraft. Later besloot Pol Pot de teugels wat te laten vieren en er werden plannen gemaakt voor herintroductie van geld.

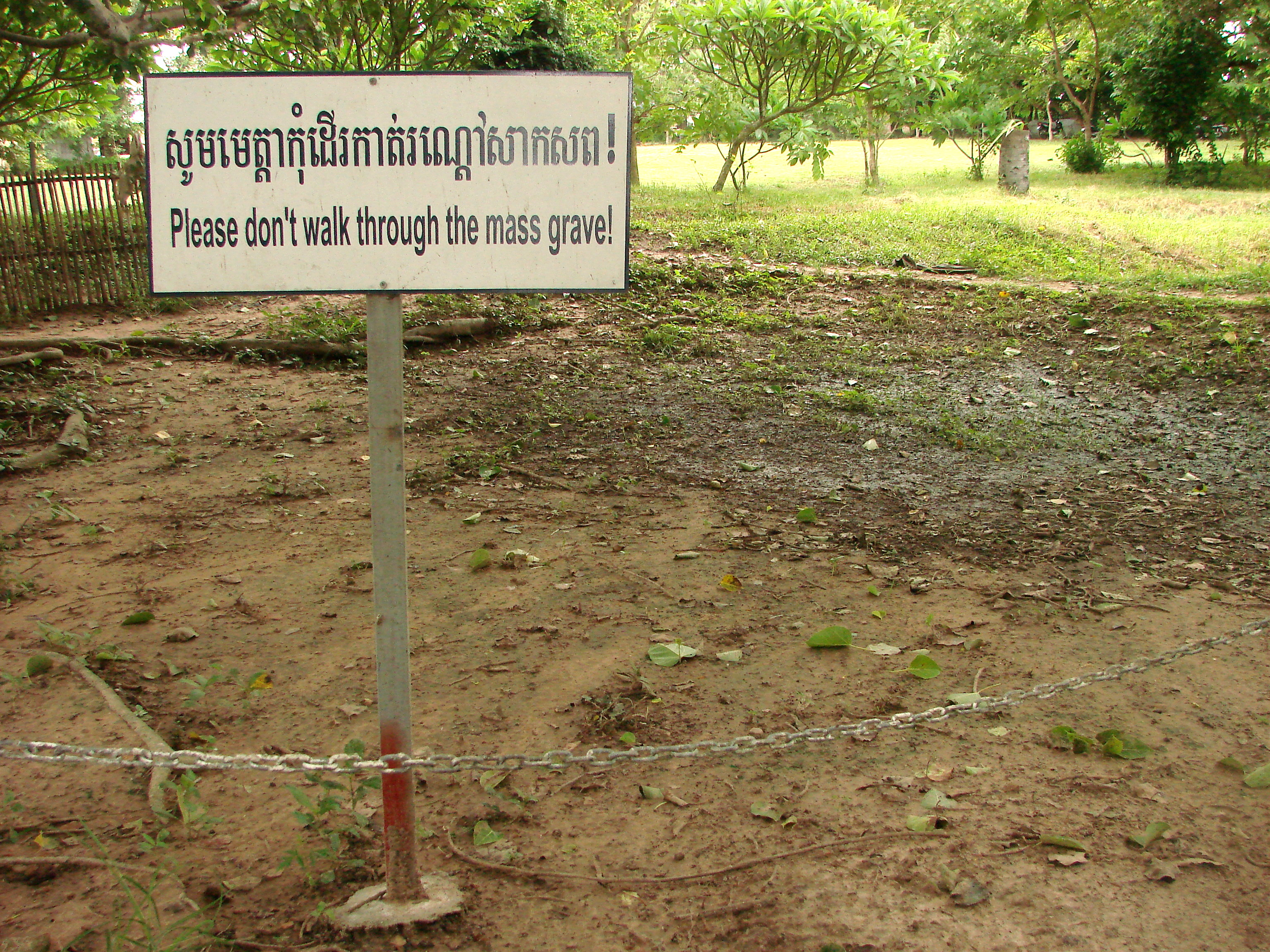
Massagraf in Choeung Ek

Er bestond weinig samenwerking of coördinatie tussen de verschillende eenheden van de Rode Khmer. Dit werkte de wreedheden en hongersnood in de hand. Commandanten wisten dat ze gestraft zouden worden als ze onvoldoende presteerden en wilden in ieder geval niet de laatste zijn. Hierdoor ontstond een zekere concurrentie die leidde tot radicalisering. Het gebrek aan coördinatie werkte hongersnood in de hand daar communicatie tussen de gebiedsdelen erdoor gehinderd werd en handel bovendien ontmoedigd of zelfs verboden werd. Het Tuol Slengmuseum en de vele killing fields (onder andere Choeung Ek) zijn nog steeds de stille getuigen van de massamoorden die hebben plaatsgevonden.
Bij de grens met Vietnam begon in mei en juni 1978 Sao Phim – de regionale leider van de Rode Khmer – de enige binnenlandse opstand tegen het centrale communistische regime. Deze opstand werd onderdrukt en Sao Phim pleegde zelfmoord. Zijn vrouw en kinderen werden door de Rode Khmer vermoord tijdens zijn begrafenis. Toen de Rode Khmer hun centrale macht hadden hersteld, werd iedere inwoner van het gebied veroordeeld tot de doodstraf. Van mei tot december 1978 werden 100.000 tot 250.000 mensen in deze regio vermoord. Het geboortedorp van Sao Phim werd helemaal uitgemoord met 700 doden tot gevolg. De overlevenden in de regio moesten blauwe kleren dragen in plaats van de zwarte kleren. Overlevende opstandelingen vluchtten naar Vietnam, waar ze later meededen met de intocht van Vietnam in Cambodja om Pol Pot af te zetten.

### Leiders
- Saloth Sar (1925-1998), Broeder Nummer 1, bijgenaamd Pol Pot, de effectieve leider van de Rode Khmer, minister-president van Democratisch Kampuchea (1976-1979) en secretaris-generaal van de Communistische Partij van Kampuchea (1963-1981), in 1997 gearresteerd op bevel van Ta Mok, die hem als leider opvolgde;
- Lau Kim Lorn[8] (1926-2019), Broeder Nummer 2, bijgenaamd Nuon Chea en ook wel Long Bunruot, parlementsvoorzitter (1976-1979), vicesecretaris-generaal van de Communistische Partij, veroordeeld tot levenslange gevangenisstraf op 7 augustus 2014;
- Ieng Sary[9] (1925-2013), Broeder Nummer 3, zwager van Pol Pot, gehuwd met Ieng Thirith, vicepremier en minister van Buitenlandse Zaken (1975-1979), gearresteerd in 2007, overleed voor het tot een veroordeling kwam;
- Ieng Thirith[10] (1931-2015, geboren als Khieu Thirith), minister van Sociale Zaken, gehuwd met Ieng Sary en zuster van Khieu Ponnary, de eerste vrouw van Pol Pot, lijdt aan de ziekte van Alzheimer, werd daarom in november 2011 vrijgelaten en na herroeping van dat besluit nogmaals in september 2012;
- Khieu Samphan[11] (*1931), Broeder Nummer 4, staatshoofd van Democratisch Kampuchea (1976-1979), verantwoordelijk voor de internationale betrekkingen van de Rode Khmer na 1979, veroordeeld tot levenslange gevangenisstraf op 7 augustus 2014;
- Chhit Choeun, ook Ng/Ung/Nguon/Eang/Ek Choeun/Eng/Kang (ca. 1926-2006), Broeder Nummer 5, 6 of 7,[12] bijgenaamd Ta Mok (opa Mok), stafchef van het nationaal leger van Democratisch Kampuchea, laatste leider van de Rode Khmer;
- Ke Vin[13] (1934-2002), Broeder Nummer 13, bijgenaamd Ke Pauk, partijsecretaris van Noord-Cambodja;
- So Phim, ook Sao Pheum (1925-1978), Broeder Nummer 18, bijgenaamd So/Sao Vanna, eind jaren veertig leider van de Khmers issarak die zich verzetten tegen het Franse koloniale bestuur, samen met vrouw en kinderen slachtoffer van de zuiveringen in 1978 in Oost-Cambodja waar hij het bevel voerde over het leger;
- Son Sen (1930-1997), Broeder Nummer 50 of 89,[12] bijgenaamd Broeder Khiev/Khieu, minister van Defensie, gehuwd met Yun Yat, samen met zijn familie geëxecuteerd op bevel van Pol Pot;
- Yun Yat (1934-1997), minister van Onderwijs (1975-1977), verving in 1977 de geëxecuteerde Hu Nim als minister van Informatie en Propaganda, gehuwd met Son Sen, samen met hem en enige andere familieleden, kinderen incluis, geëxecuteerd op bevel van Pol Pot;
- Tuork Penh (1934-1978), bijgenaamd Vorn Vet, vicepremier en minister van Economische Zaken (1976-1978), geëxecuteerd in december 1978;
- Hu Nim (1932-1977), minister van Informatie en Propaganda, geëxecuteerd in juli 1977;
- Kaing Guek Eav,[14] ook Kang/Kaing Kek Ieu/Iev (1942-2020), bijgenaamd Douch, ook Duch of Deuch, leraar wiskunde, hoofd van het martelcentrum S-21, in beroep veroordeeld tot levenslange gevangenisstraf op 3 februari 2012.

## Verdrijving en uiteenvallen
Ondanks de Vietnamese steun waren er voortdurend schermutselingen tussen de Vietnamezen en Cambodjanen, zelfs al voor de machtsovername in 1975. Vietnam was de traditionele aartsvijand van de Khmers. Het was groter en dichter bevolkt, had in het verleden bijgedragen aan de vernietiging van de Khmerbeschaving en was in tegenstelling tot Cambodja sterk door China beïnvloed.
Ook bij de Rode Khmers was haat tegen de Vietnamezen diep geworteld en het bewind stelde zich steeds provocerender op. Onderwerp van conflict waren de slechte behandeling van Vietnamese immigranten in Cambodja, Cambodjaanse aanspraken op Khmer Krom en een conflict over enkele eilanden in de Golf van Thailand voor de Cambodjaanse kust waar Vietnam aanspraak op maakte. Ook bestond ergernis over de mate waarin Vietnam invloed probeerde uit te oefenen, wat samenviel met de reeds bestaande angstgevoelens en afgunst van de Cambodjanen tegen hun grote Vietnamese oosterbuur. Pol Pot voerde in 1976 en 1977 grote anti-Vietnamese zuiveringen door. De Rode Khmer viel zelfs geregeld Vietnamees grensgebied binnen waarbij dorpen werden platgebrand en geplunderd. Vanaf 1977 werd aan de grens vrijwel constant gevochten.
Zelfs een communistisch Vietnam werd als bedreiging gezien, misschien nog meer nu het weer verenigd was. De Rode Khmer trachtte steun te zoeken bij de Volksrepubliek China. Pol Pot rekende erop dat hij door China gesteund zou worden indien het met Vietnam tot oorlog kwam. Op deze wijze kon worden afgerekend met de Vietnamese 'patronage' en kon wellicht de Mekongdelta weer bij Cambodja gevoegd worden.
De Vietnamezen rustten verscheidene strafexpedities uit en besloten ten slotte tot een grootschalige militaire operatie om de Rode Khmer te verdrijven. In december 1978 viel een leger van 150.000 Vietnamezen Cambodja binnen. De zwakke Rode Khmereenheden werden binnen twee weken onder de voet gelopen. De Vietnamezen bezetten vrijwel het gehele land en installeerden een nieuwe regering. China viel Vietnam binnen in de Chinees-Vietnamese Oorlog, mede om de Rode Khmer te ontlasten. Deze opzet mislukte; de aanval verliep voor de Chinezen onbevredigend en was onvoldoende om de Vietnamezen ertoe te bewegen troepen uit Cambodja terug te trekken. Steun kwam indirect ook uit de Verenigde Staten, die ervoor zorgde dat de VN-zetel van Cambodja (voorlopig) niet aan het door Vietnam gesteunde nieuwe regime verviel. De Vietnamezen werden aanvankelijk door de bevolking als bevrijders binnengehaald, maar werden daarna steeds minder populair.
Na de verdrijving van het regime van Pol Pot door de Vietnamezen, hield de Rode Khmer nog jaren stand vanuit de Cambodjaanse jungle. In de jaren negentig had de Rode Khmer zich onder andere teruggetrokken in de Dongrekbergen. Ze werd gesteund door China en Thailand, en indirect door de Verenigde Staten die op deze manier Vietnam en zijn Russische bondgenoot wilde uitputten. De communistische ideologie werd radicaal overboord gegooid en de communistische partij ontbonden, in de hoop goodwill bij de bevolking en het buitenland te kweken. De Rode Khmer verloor meer en meer steun en begon in de loop van de jaren negentig uiteen te vallen. Verscheidene leiders liepen over en Pol Pot zelf werd door Ta Mok, een van de hoogste commandanten, wegens "wanbestuur" gevangengenomen in 1997. Negen maanden later overleed Pol Pot onder onopgehelderde omstandigheden.

## Ideologie
Angkar hanteerde een communistische ideologie, die in de praktijk hoofdzakelijk op het maoïsme was gebaseerd. Andere intellectuele invloeden waren: Khmer-elitair chauvinisme, derde-wereld-nationalisme, de Franse Revolutie en stalinistisch communisme.

Na de (mislukte) Grote Sprong Voorwaarts besloot Mao dat landbouw de basis zou vormen van China's economie. In navolging hiervan besloot Angkar in 1977 tot de Supergrote Sprong Voorwaarts met collectieve landbouw als basis, conform Mao's inmiddels gewijzigde lijn. Angkar dreef deze maoïstische lijn op selectieve wijze veel verder door dan Mao ooit had gedaan.
Tijdens de Grote Sprong Voorwaarts had de partijleiding van de CCP "gezamenlijk opstaan, eten, slapen, werken, en nawerktijdse activiteiten" aangekondigd, en deze lijn werd strikt overgenomen door Angkar. Na mislukking van de Grote Sprong Voorwaarts in China moest het overschot aan arbeiders weer terug naar het platteland. Juist in die tijd was Pol Pot op bezoek bij Mao die net 20 miljoen arbeiders (met redelijke voorzieningen en voldoende voedsel) naar het platteland gedeporteerd had waar ze weer boeren (zonder voorzieningen en met marginaal rantsoen) werden. Pol Pot zou zijn leermeester Mao verbeteren en dit met alle stedelingen realiseren. In het nationale volkslied van Cambodja onder de Rode Khmer stond: "Laten wij onze vaderland opbouwen zodat het een grote sprong voorwaarts kan maken. Een immense glorieuze vooruitstrevende grote stap voorwaarts."
Ook de repressie van het familieleven ontleende Pol Pot aan Mao. In maart 1958 had deze verkondigd dat "(d)e familie zoals die er nog is tijdens het vroege communisme, zal worden afgeschaft. Ze had een begin en zal een einde kennen. Familie is iets wat niet gunstig is voor de productie".

## Tribunaal

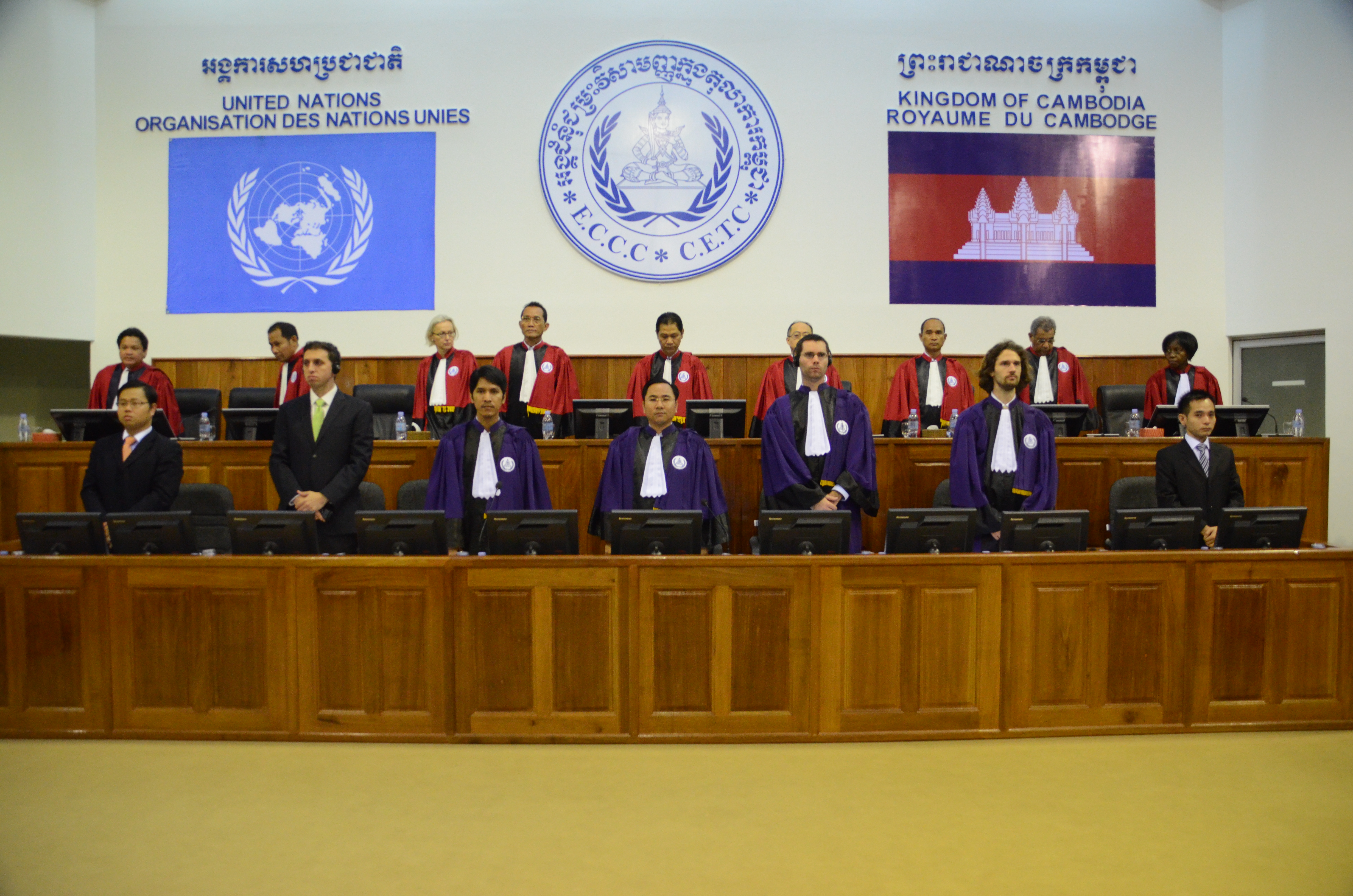
Cambodjatribunaal

Na vele jaren van moeizame onderhandelingen werd in 2004 eindelijk overeenstemming bereikt tussen de Verenigde Naties en Cambodja over de vorming van een Cambodjatribunaal dat een aantal vroegere leiders van de Rode Khmer moest gaan berechten. Door diverse Cambodjaanse politici was dit lange tijd tegengewerkt, omdat zij banden hadden met of voortkwamen uit de Rode Khmer. Op 3 oktober 2004 werd toch besloten tot de instelling van een tribunaal. Dit tribunaal had echter geen internationale status, het vormde een onderdeel van het Cambodjaanse rechtsstelsel.
Op dat moment konden vijf belangrijke verdachten en laatste overgebleven hoge leidinggevenden van de Rode Khmer nog terechtstaan, namelijk Nuon Chea (81), Ieng Sary (82), Khieu Sampan (76), Ieng Thirith (76) en Kaing Guek Eav (61).

Drie verdachten konden niet meer worden vervolgd. Pol Pot was in 1998 overleden, zijn eerste echtgenote Kheiu Ponnary was in 2003 overleden. Ta Mok, de voormalige commandant en "Broeder nummer 5", werd in maart 1999 door het Cambodjaanse leger gearresteerd; hij overleed in 2006 in een militair ziekenhuis zonder dat het tot een proces gekomen was.